# Арнульф Еверланн
Оле Петер Арнульф Еверланн (нар. 27 квітня 1889 — пом. 25 березня 1968) — норвезький поет і митець. Він найбільш відомий своєю поезією, яка надихнула норвезький рух опору у період німецької окупації Норвегії під час Другої світової війни.

## Біографія
Еверланн народився у Крістіансунні в родині середнього класу, але виріс у Бергені. Його батьками були Петер Антон Еверланн (1852—1906) і Ганна Гаге (1854—1939). У 1904 році він з батьками та двома братами переїхав до Християнії. За два роки батько помер, що спричинило фінансове напруження у сім'ї. Він зміг відвідувати Бергенську кафедральну школу, у 1904 році — кафедральну школу Християнії. Він закінчив у 1907 році і деякий час вивчав філологію в університеті Християнії. У 1911 році захворів на туберкульоз, тому проходив лікування у санаторії у Конгсвінгері.
У 1911 році Еверланн опублікував свою першу збірку віршів. З початку 1920-х він став симпатиком комуністів і приєднався до партії Mot Dag. Він також був головою Норвезького студентського товариства у 1923–28 роках. Він змінив свою позицію у 1937 році, частково як прояв незгоди з Московським процесом. Він був затятим противником нацизму: у 1936 році написав вірш «Du må ikke sove», який надрукували у журналі «Samtiden», який закінчується рядками Jeg tenkte: Nu er det noget som hender. Vår tid er forbi - Europa brenner Jeg tenkte: Nu er det noget som hender. Vår tid er forbi - Europa brenner. («Я думав — щось неминуче. Наша ера закінчилася – Європа у вогні!»). Мабуть, найвідомішим рядком вірша є «Du må ikke tåle så inderlig vel den urett som ikke rammer deg selv!» («Ви не повинні так щиро терпіти несправедливість, яка не торкається вас самих!»).
У період німецької окупації Норвегії з 1940 року під час Другої світової війни Еверланн писав, щоб надихнути норвезький рух опору. Він — автор серії віршів, які таємно поширювалися, що призвело до арешту поета та його майбутньої дружини Маргрете Омут Еверланн у 1941 році. Арнульфа спочатку утримували в таборі для полонених Грині, а потім перевели до концентраційного табору Заксенгаузен у Німеччині. Він провів чотири роки ув'язнення до звільнення Норвегії у 1945 році. Пізніше його вірші були зібрані у «Vi overlever alt», опубліковану у 1945 році.
Еверланн відіграв важливу роль у боротьбі за норвезьку мову в повоєнний час. Він став відомим прихильником консервативної письмової форми норвезької мови ріксмолу, він був президентом організація на її підтримку з 1947 по 1956 рік. Крім того, Еверланн дотримувався традиціоналістської манери письма, виступаючи з критикою модерністської поезії. Його промова «Глосолалія з Парнасу», опублікована в «Arbeiderbladet» у 1954 році, започаткувала так звану дискусію про глосолалію. У брошурах «Чи не скасували нашу мову?» (1940) та «Як часто ми будемо змінювати мову?» (1948) активно виступав проти ріксмолу та лансмолу.

## Особисте життя
У 1918 році він одружився зі співачкою Гільдур Арнтсен (1888—1957). Їхній шлюб був розірваний у 1939 році. У 1940 році він одружився з Бартолін Еуфемією Легангер (1903—1995). Невдовзі вони розійшлися й офіційно розлучилися у 1945 році. У червні 1945 року Еверланн побрався з журналісткою Маргрете Аамот (1913—1978). У 1946 році норвезький парламент організував для них будинок у Гротені. Він жив там до своєї смерті у 1968 році, а вона жила там ще десять років до своєї смерті у 1978 році.
Арнульфа Еверланна поховали на Спаському цвинтарі в Осло. Джозеф Грімеленд створив його бюст (бронза, 1970) на могилі.

## Вибіркові твори
- Den ensomme fest (1911)
- Berget de blå (1927)
- En Hustavle (1929)
- Den røde front (1937)
- Vi overlever alt (1945)
- Sverdet bak døren (1956)
- Livets minutter (1965)

## Нагороди
- Gyldendal's Endowment (1935)
- Премія Доблуга (1951)
- Премія Мадса Віля Нюгорда (1961)